# Михайлики (Полтавський район)
Михайлики́ —  село в Україні, у Мачухівській сільській громаді Полтавського району Полтавської області. Населення становить 125 осіб. До 2020 орган місцевого самоврядування — Калашниківська сільська рада.

## Географія
Село Михайлики знаходиться за 4 км від річки Полузір'я, за 0,5 км від сіл Калашники, Малі Козуби та Твердохліби. По селу протікає пересихаючий струмок з загатою.

## Історія
У селі знаходяться руїни Свято-Троїцької церкви, збудованої на початку 20 століття.
12 червня 2020 року, відповідно до розпорядження Кабінету Міністрів України № 721-р «Про визначення адміністративних центрів та затвердження територій територіальних громад Полтавської області», село увійшло до складу Мачухівської сільської громади.
19 липня 2020 року, в результаті адміністративно - територіальної реформи та ліквідації Полтавського району(1925—2020), село увійшло до складу новоутвореного Полтавського району.